# Любитель-166
«Люби́тель-166» — советский среднеформатный двухобъективный зеркальный фотоаппарат упрощённого типа. Сконструирован на основе камеры «Любитель-2». Ориентирован на фотолюбителей.
С 1976 по 1981 год было выпущено 69 120 штук. Выпуск прекращён из-за нареканий на работу механизма перемотки плёнки.

## Технические характеристики
- Корпус аппарата — пластмассовый. Оправы объективов, шахта видоискателя и механизмы — металлические;
- Тип применяемого фотоматериала — плёнка типа 120;
- Размер кадра — 6×6 см (12 кадров);
- Взвод затвора сблокирован с перемоткой плёнки. Снабжён счётчиком кадров и блокировкой от повторного экспонирования;
- Эргономичная клавиша спуска и эргономичные кольца установки выдержки и диафрагмы;
- Центральный междулинзовый затвор отрабатывает следующие выдержки: 1/250, 1/125, 1/60, 1/30, 1/15 и «B». Шкала выдержек дополнительно снабжена погодными символами для облегчения определения экспозиции[1];
- Резьба под спусковой тросик отсутствует;
- Центральный синхроконтакт «Х», выдержка синхронизации с фотовспышкой — любая. Кабельный синхроконтакт отсутствует;
- Съёмочный объектив «Т-22» 4,5/75, просветлённый. Резьба для светофильтров — 40,5×0,5 мм. Диапазон применяемых диафрагм — от f/4,5 до f/22;
- Объектив видоискателя — однолинзовый 2,8/75, механически связан со съёмочным объективом, фокусировка происходит одновременно. Меньшая глубина резко изображаемого пространства, чем у основного объектива (1/4,5), позволяет точнее сфокусироваться. Диапазон фокусировки — от 1,3 м до бесконечности;
- Видоискатель — светозащитная шахта, в центре фокусировочного экрана находится матовый круг. Для облегчения фокусировки применяется откидная лупа. Шахта может быть трансформирована в рамочный видоискатель. Поле зрения видоискателя — 53×53 мм.;
- Диапазон рабочих температур — от −15 °C до +45 °C;
- Автоспуск отсутствует;
- Резьба штативного гнезда — 1/4 дюйма;

## Дальнейшие модификации

### «Любитель-166В»
«Любитель-166В» — упрощённый вариант «Любителя-166». Всего с 1980 по 1990 год выпущено 906 248 штук. Отличия от камеры «Любитель-166»:
- Раздельный взвод затвора и перемотка плёнки.
- Перемотка плёнки по цифрам на ракорде рольфильма. Для визуального контроля имеется окно на задней стенке камеры, закрытое светофильтром красного цвета.
- Отсутствует счётчик кадров.
- Добавлен автоспуск.
- Добавлен кабельный синхроконтакт. У части выпуска центральный синхроконтакт отсутствует.

### «Любитель-166 универсал» («Любитель-166 У»)
После поступления в продажу фотоаппарата «Любитель-166В» в журнале «Советское фото» появились описания фотолюбительских переделок этой камеры на размер кадра 4,5×6 см. Завод ЛОМО начал выпуск модифицированного «Любителя-166 универсал». С 1983 по 1996 год выпущено 412 187 штук.
Отличие от «Любителя-166В» — возможность получать снимки не только формата 6×6, но и 6×4,5 см, для чего в комплект введена съёмная рамка для кадрового окна, в видоискателе отмечены границы меньшего кадра, на задней стенке появилось дополнительное смотровое окно для формата 6×4,5 (для перемотки плёнки по цифрам на ракорде).

## Оформление камер
Надписи на фотоаппаратах выполнялись как кириллицей («Любитель-166», «Любитель-166В», «Любитель-166 У», «Любитель-166 универсал»), так и латиницей («Lubitel-166», «Lubitel-166В», «Lubitel-166 universal»).
В оформление части выпуска аппаратов «Любитель-166» и «Любитель-166В» была включена олимпийская символика.
Фотоаппаратам присваивался Знак качества.

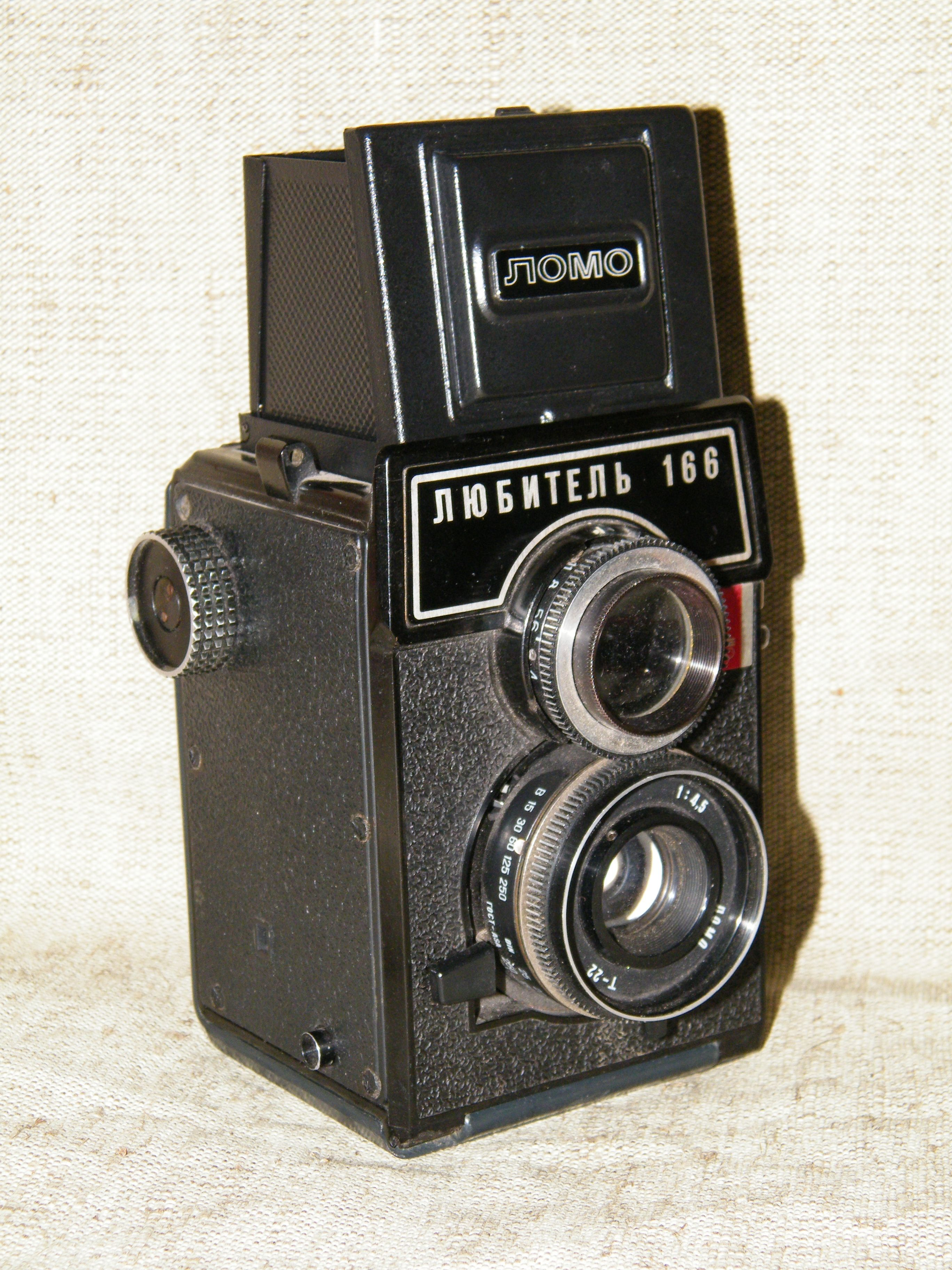
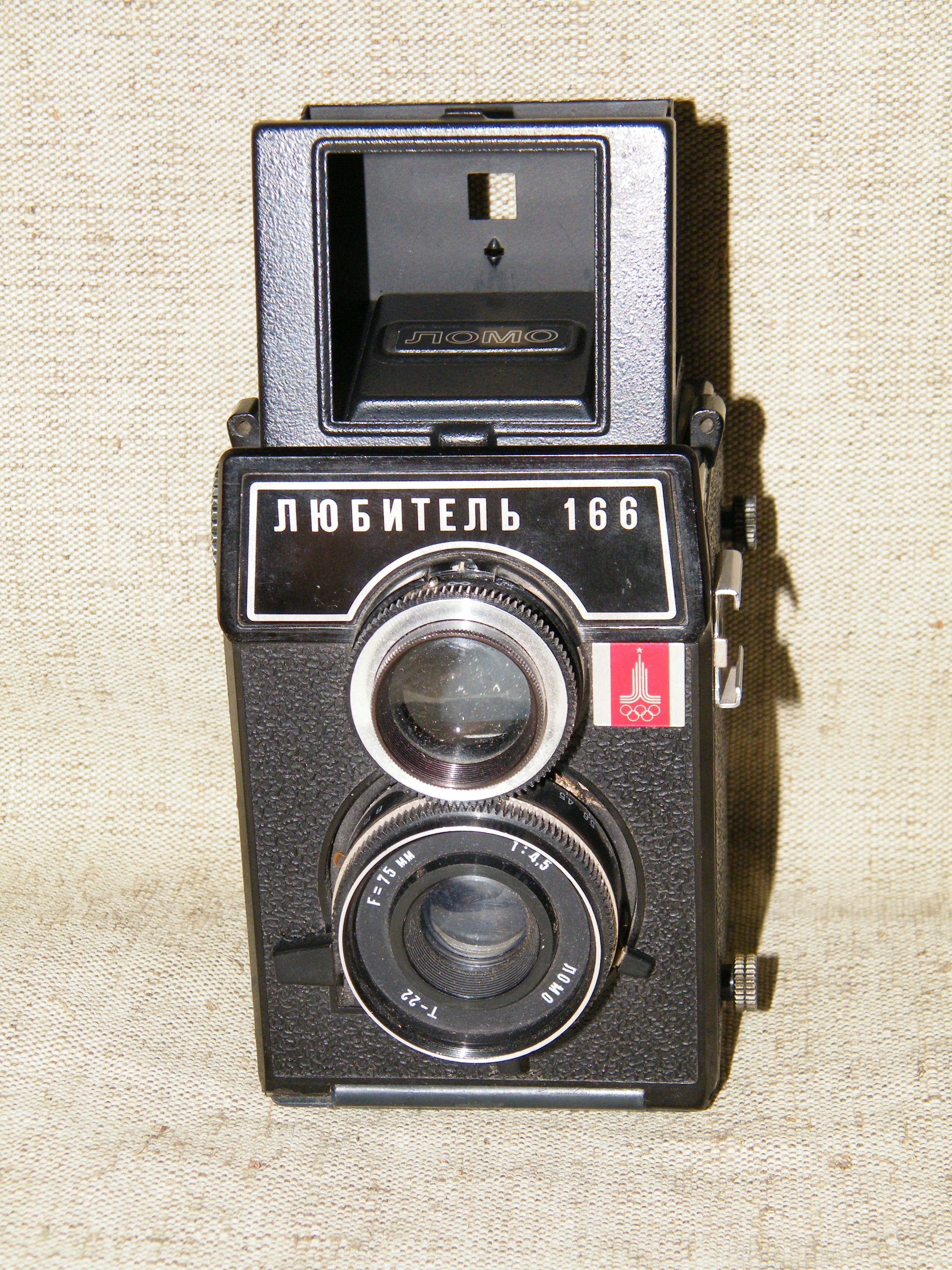
Шахта может быть трансформирована в рамочный видоискатель.
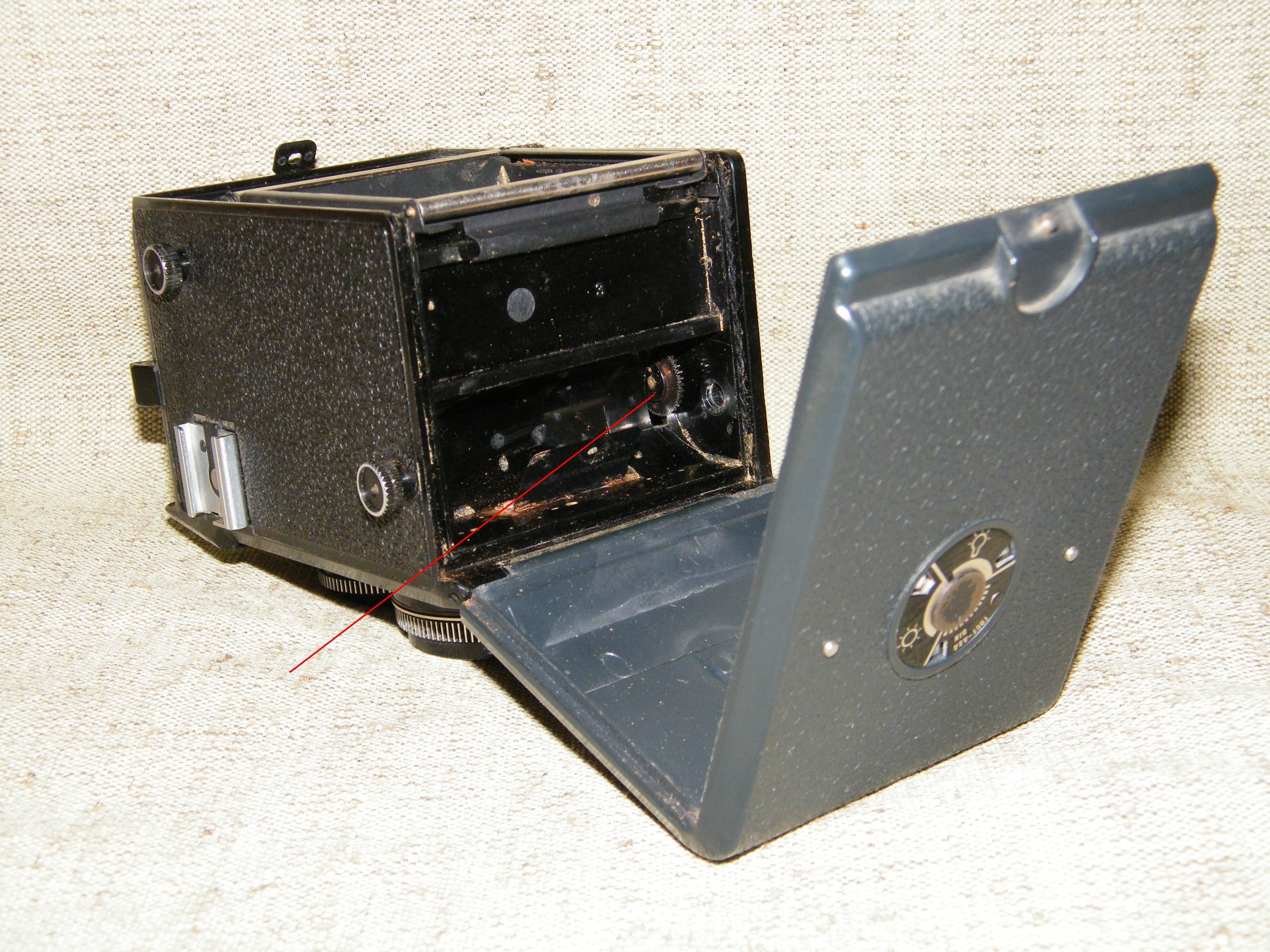
Стрелкой указан зубчатый ролик, отслеживающий сантиметры перематываемой фотоплёнки. На задней стенке - шкала-памятка типа фотоплёнки и её светочувствительности.
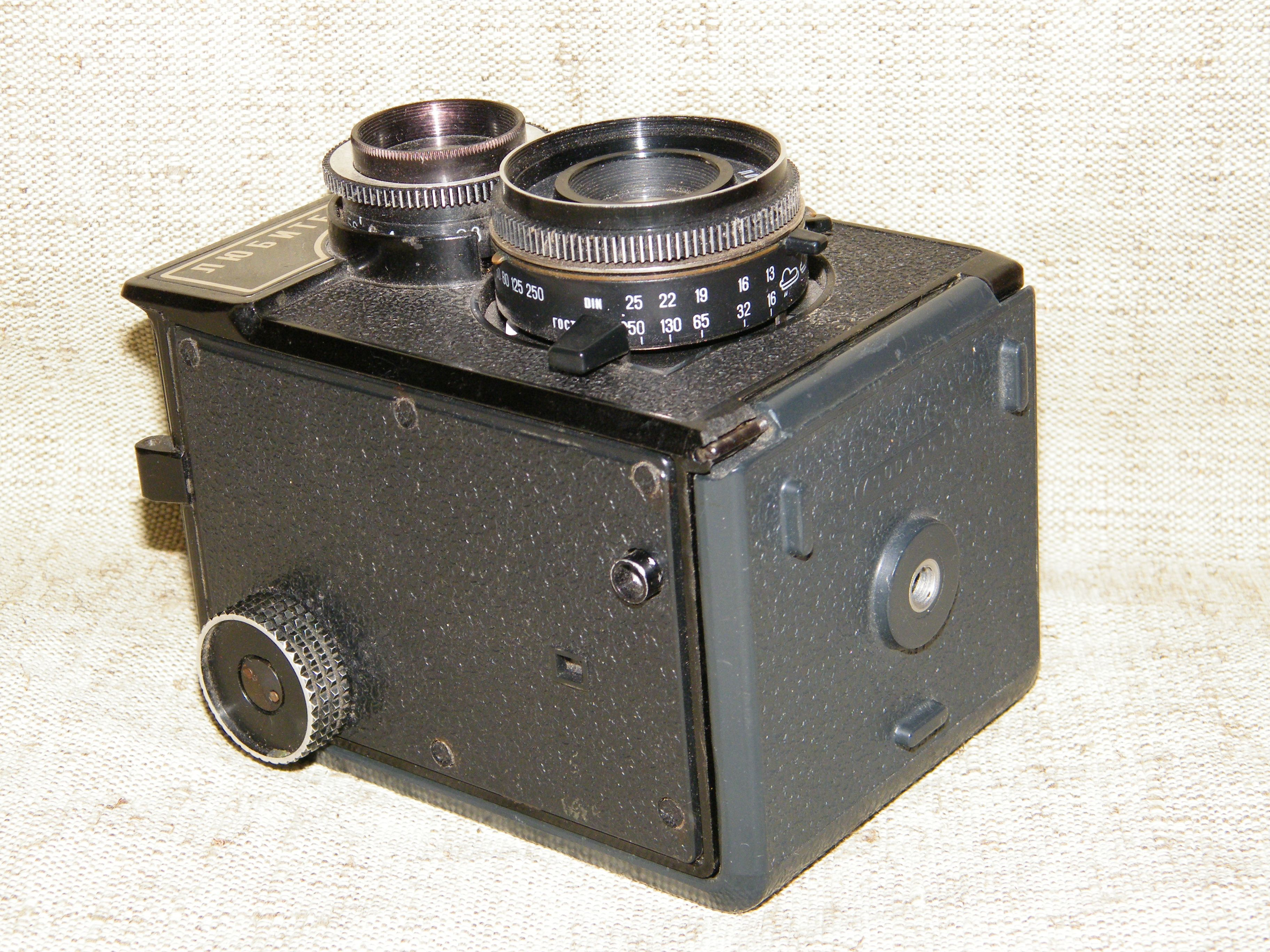
Эргономичная клавиша спуска и рукоятки установки выдержки и диафрагмы. На боковой стенке - счётчик кадров.